# Michel Franceschi
Michel Franceschi es un deportista francés que compitió en judo. Ganó cinco medallas en el Campeonato Europeo de Judo entre los años 1957 y 1964.

## Palmarés internacional
| Campeonato Europeo | Campeonato Europeo       | Campeonato Europeo | Campeonato Europeo |
| Año                | Lugar                    | Medalla            | Categoría          |
| ------------------ | ------------------------ | ------------------ | ------------------ |
| 1957               | Róterdam (Países Bajos)  | Medalla de bronce  | –80 kg             |
| 1960               | Ámsterdam (Países Bajos) | Medalla de oro     | 1.er dan           |
| 1961               | Milán (Italia)           | Medalla de bronce  | –80 kg             |
| 1962               | Essen (RFA)              | Medalla de bronce  | 3.er dan (A)       |
| 1964               | Berlín Oriental (RDA)    | Medalla de bronce  | Abierta            |